# Severní Doněc
Severní Doněc, nebo řidčeji Severský Doněc, též zkráceně Doněc, Donec (rusky Северский Донец – Severskij Doněc; ukrajinsky Сіверський Донець – Siverskyj Donec), je řeka, jejíž pramen (Bělgorodská oblast) i ústí (Rostovská oblast) leží v jihozápadním Rusku, nejdelší část toku však leží na Ukrajině (Charkovská, Doněcká, Luhanská oblast). Je 1053 km dlouhá. Povodí má rozlohu 98 900 km².

## Název
Jméno Doněc/Donec je diminutivem od názvu řeky Don, do které se vlévá, znamená tedy vlastně „Malý Don“. Přívlastek Severskij/Siverskyj pak odkazuje ke kmenovému území Severjanů. Zaužívaná česká podoba Severní Doněc je tedy zavádějící a v podstatě nesprávná, neboť nejde o rozlišení podle světových stran. To ostatně ani není potřebné, protože žádný jiný tok jménem Doněc se v oblasti nevyskytuje. V řadě jazyků se řeka nazývá pouze „Doněc“ (psáno Donets apod.).

## Průběh toku
Na horním toku nad městem Bělgorodem je řeka přehrazena hrázemi a je v podstatě tvořena kaskádou přehrad. Níže byla postavena Pečeněžská přehrada, jež má rozlohu 86 km² a zásobuje vodou město Charkov. Pod ní se říční údolí rozšiřuje a v říční nivě se nachází řada starých ramen. U Doněcku teče řeka v úzké dolině a nedaleko ústí se rozděluje na tři ramena. Ústí zprava do Donu jako jeho největší přítok, jeho prostřednictvím patří do úmoří Azovského moře.

### Přítoky
- zleva – Oskol (největší přítok), Ajdar, Derkul, Kalitva
- zprava – Udy, Torec, Luhaň, Kundrjuča

## Vodní režim
Zdrojem vody jsou převážně sněhové srážky. Průměrný průtok vody ve vzdálenosti 119 km od ústí činí 159 m³/s. Zamrzá v prosinci až v lednu, někdy až na začátku února a rozmrzá na konci až na začátku dubna. Od února do dubna dosahuje nejvyšších vodních stavů.

## Využití
Vodní doprava je možná v délce 222 km do města Doněck. Řeka dala název Donbasu, těžební a průmyslové oblasti na východní Ukrajině. Větší města na řece jsou Bělgorod (Rusko), na Ukrajině pak Čuhujiv, Izjum, Svjatohirsk, Rubižne, Lysyčansk, Severodoněck, Sčasťje, opět v Rusku Doněck, Kamensk-Šachtinskij, Bělaja Kalitva. V ústí leží přístav Usť-Doněck. U obce Rajhorodok se od řeky odpojuje přivaděč Severní Doněc – Donbas o délce 130 km.

## Ruská invaze na Ukrajinu
V roce 2022 během ruské invaze na Ukrajinu probíhají na obou březích řeky intenzivní boje, protože meandrující řeka představuje přírodní překážku pro postup vojenských jednotek. Ruská armáda utrpěla značné ztráty při pokusech o překročení řeky. Podle rozvědky Spojeného království vrhlo Rusko značné síly do okolí měst Izjumu a Severodoněck s cílem prolomit ukrajinskou obranu směrem ke Slovjansku a Kramatorsku, aby dosáhlo obklíčení ukrajinských vojsk a jejich izolování od logistiky a posil ze západu Ukrajiny.

## Galerie

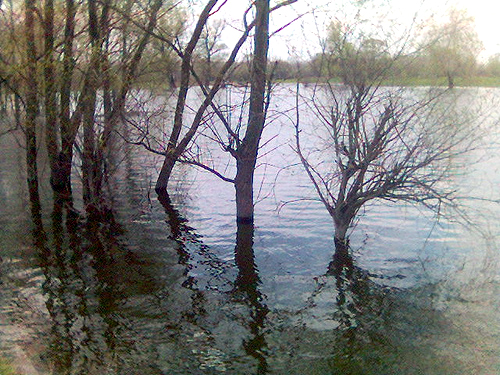
Jarní povodeň na Donci
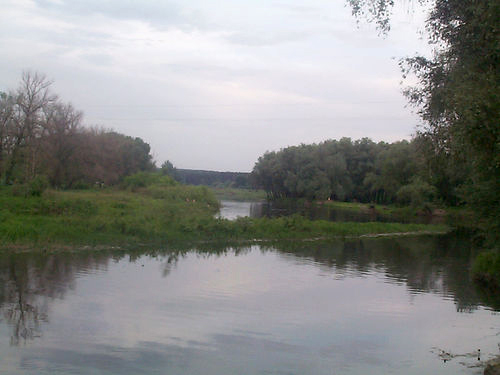
Izjumská louka
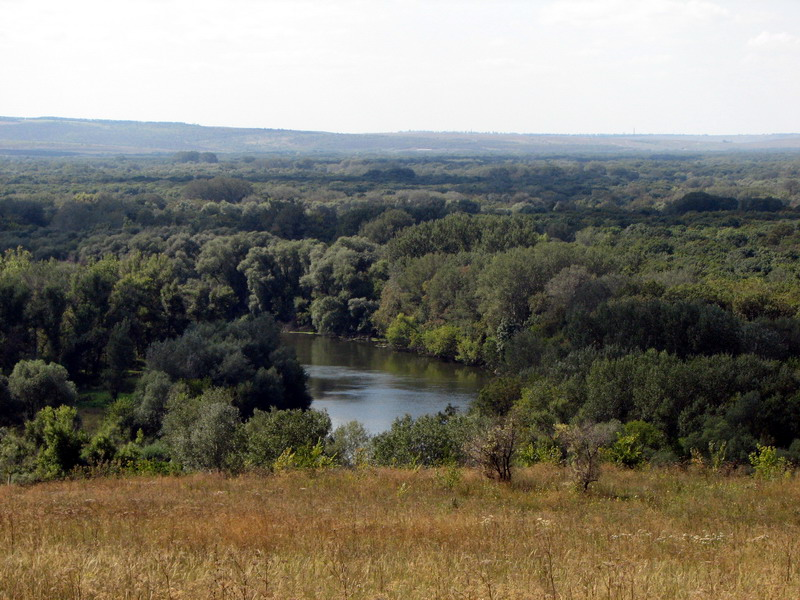
Poblíž Šypylivky